# Vena apendicular
La vena apendicular (vena appendicularis) és una vena satèl·lit o acompanyant de l'artèria apendicular; s'uneix amb les venes cecals anterior i posterior per formar la vena ileocòlica. Drena la sang que prové de l'apèndix vermiforme.